# Nephodia favaria
Nephodia favaria är en fjärilsart som beskrevs av Achille Guenée 1858. Nephodia favaria ingår i släktet Nephodia och familjen mätare. Inga underarter finns listade i Catalogue of Life.